# RAB11FIP3
RAB11FIP3‏ (RAB11 family interacting protein 3) هوَ بروتين يُشَفر بواسطة جين RAB11FIP3 في الإنسان.
تؤدي بروتينات عائلة Rab GTPase الكبيرة أدوارًا تنظيمية في تكوين حويصلات النقل داخل الخلايا واستهدافها واندماجها. يُعد بروتين RAB11FIP3 واحدًا من العديد من البروتينات التي تتفاعل مع بروتينات Rab GTPases وتنظمها.

## التفاعل
لقد ثبت أن RAB11FIP3 يتفاعل مع RAB11A.